# Swisspor Holding
Die Swisspor Holding AG (Eigenschreibung: swisspor Holding) mit Sitz in Stans ist eine international tätige und auf das Dämmen, Dichten und Schützen von ganzen Gebäudehüllen sowie auf die Herstellung von Fenstern spezialisierte Schweizer Unternehmensgruppe. Sie verfügt über 25 Standorte in 6 Ländern und erwirtschaftete 2015 mit 2900 Mitarbeitern einen Umsatz von rund 1000 Millionen Schweizer Franken.

## Geschichte
Das Unternehmen wurde 1971 durch die Gebrüder Bernhard und Georges Alpstaeg als Swisspor AG in Boswil (Kanton Aargau) begründet. In den beiden Produktionsbetrieben Kork AG (heute: Alporit AG) und Baukork AG in Steinhausen (Kanton Zug, Schweiz) produzierten sie Dämmstoffe aus EPS und PUR/PIR. Die Baukork AG startete damals mit 14 Mitarbeitern.
Ab den 1980er Jahren wurden verschiedene auf dem Gebiet der Baustoffe und Bauelemente tätige Unternehmen übernommen:
- 1981: Wannerit AG in Bilten
- 1987: Luxit Isolations SA, Châtel-St. Denis
- 1996: Kufag AG, Oftringen
- 1999: Dörig Fenster Service AG in Mörschwil
- 1999: Vaparoid AG in Turtmann
- 2003: Eternit AG Niederurnen (über die BA Holding AG) (heute: Swisspearl Group AG[3])
- 2003: Herzog Fenster AG, Müllheim
- 2006: Aeroflex AG, Rothrist
- 2008: Airofom AG, Rothrist (heute: Alporit AG Zweigniederlassung Rothrist)
- 2009: Bachl Baustoffe Porschendorf GmbH, Porschendorf (heute: FibreCem Deutschland GmbH)
- 2009: Eternit-Werke Ludwig Hatschek AG (EWLH) in Vöcklabruck (Österreich) über die FibreCem Holding AG

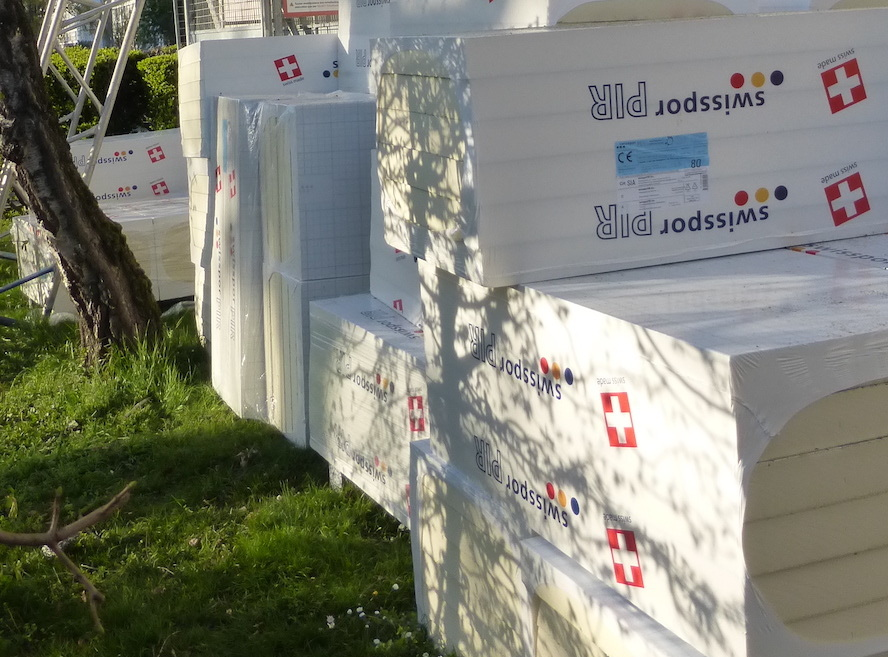
Swisspor Baumaterial

Die daraus entstandene Unternehmensgruppe wurde dabei unter dem Dach der Swisspor Holding AG organisiert. Die Produktionsbetriebe in der Schweiz und Europa wurden zudem kontinuierlich ausgebaut und zusammengeschlossen.
1996 erhielt die Alporit AG die Zertifizierung nach DIN EN ISO 9001. Ab 1998 begann die Swisspor Holding zudem mit der Übernahme der Produktions- und Vertriebsgesellschaft Swisspor Deutschland GmbH in Dankerode auf den EU-Markt zu expandieren. 1999 wurde nach Osteuropa expandiert, mit der Inbetriebnahme des ersten Dämmstoffproduktionswerks der Swisspor polska sp. z o.o. in Chrzanów (Polen) und der 1998 gegründeten S.C. Swisspor S.A. in Ploiești (Rumänien). 
2003 hat die BA Holding um den Investor Bernhard Alpstaeg die Eternit AG von Holcim gekauft.
2006 begann der Ausbau in Österreich mit der Gruppe der Prima Bau- und Dämmsysteme (Markenname Primanit) mit drei Werken in Gleiß-Sonntagberg (Primanit-Werk) (Firmenwortlautänderung per 3. Mai 2012 von PRIMA Bau- und Dämmsysteme Gesellschaft m.b.H. & CO KG in Swisspor Österreich GmbH & Co KG, mit AWA GmbH als Kommanditist), Stadl-Paura (AWA-Andernach) und Völs (Swisspor-Gruppe Österreich). 
Im Februar 2010 wurde die Swisspor-Gruppe Mitglied der Energie-Agentur der Wirtschaft (EnAW).

### Swisspearl Group
Im Sommer 2022 wurde die dänische Cembrit Holding A/S von der Swisspearl Group AG übernommen. Per 1. April 2023 wurde die Eternit (Schweiz) AG in Swisspearl Schweiz AG umbenannt. 2023 hat die Swisspearl-Gruppe die Eternit-Fabrik in Payerne geschlossen.